# Il circo delle meraviglie
Il circo delle meraviglie (Ring of Fear) è un film del 1954 diretto da James Edward Grant e William A. Wellman.
È un film d'avventura a sfondo giallo statunitense con Clyde Beatty, Mickey Spillane e Pat O'Brien.

## Produzione
Il film, diretto da James Edward Grant e William A. Wellman (quest'ultimo, non accreditato, diresse solo alcune scene addizionali) su una sceneggiatura di Paul Fix, Philip MacDonald, James Edward Grant e Mickey Spillane (che nel film interpreta se stesso), fu prodotto da Robert Fellows e John Wayne per la Warner Bros. tramite la Wayne-Fellows Productions e girato a Deming, in Nuovo Messico, a Phoenix, in Arizona, e a Galveston, in Texas, da metà novembre a fine dicembre 1953. Le sequenze addizionali che ritraggono le performance degli artisti circensi furono filmate alle rappresentazioni del Clyde Beatty Circus in un loro tour a Phoenix a marzo del 1954 e dirette da Wellman.

## Distribuzione
Il film fu distribuito con il titolo Ring of Fear negli Stati Uniti dal 24 luglio 1954 (première a Phoenix il 2 luglio) al cinema dalla Warner Bros.
Altre distribuzioni:
- in Francia il 29 settembre 1954 (Les géants du cirque)
- in Germania Ovest il 1º ottobre 1954 (Gala-Première)
- in Svezia il 17 dicembre 1954 (Fruktans arena)
- in Giappone il 15 gennaio 1955
- nel Regno Unito il 16 gennaio 1955
- in Danimarca il 14 aprile 1955 (Frygtens arena)
- in Austria nel maggio del 1955 (Gala-Première)
- in Portogallo il 3 maggio 1955 (O Grande Circo)
- in Finlandia il 13 maggio 1955 (Pelon ympyrä)
- in Italia (Il circo delle meraviglie)
- in Belgio (Circus-première)
- in Belgio (Les géants du cirque)
- in Brasile (A Morte Ronda o Espetáculo)
- in Grecia (Panikos sto tsirko)

## Promozione
Le tagline sono:
- THE ONE AND ONLY MICKEY SPILLANE
- EVERY CIRCUS WONDER! CLYDE BEATTY AND HIS GIGANTIC 3-RING CIRCUS
- MICKEY SPILLANE'S A MOVIE STAR NOW! BRINGING YOU EVERY BULLET-AND-BLONDE THRILL HE'S FAMOUS FOR!
- MICKEY SPILLANE'S KIND OF ACTION, WOMEN and EXCITEMENT...AND THE EXCITEMENT OF THE CIRCUS!